# 5575 Ryanpark
5575 Ryanpark este un asteroid din centura principală de asteroizi.

## Descriere
5575 Ryanpark este un asteroid din centura principală de asteroizi. A fost descoperit pe 4 septembrie 1985 la Observatorul La Silla de Henri Debehogne. Asteroidul prezintă o orbită caracterizată de o semiaxă mare de 3,09 ua, o excentricitate de 0,19 și o înclinație de 0,6° în raport cu ecliptica.